# Llanura de Salisbury

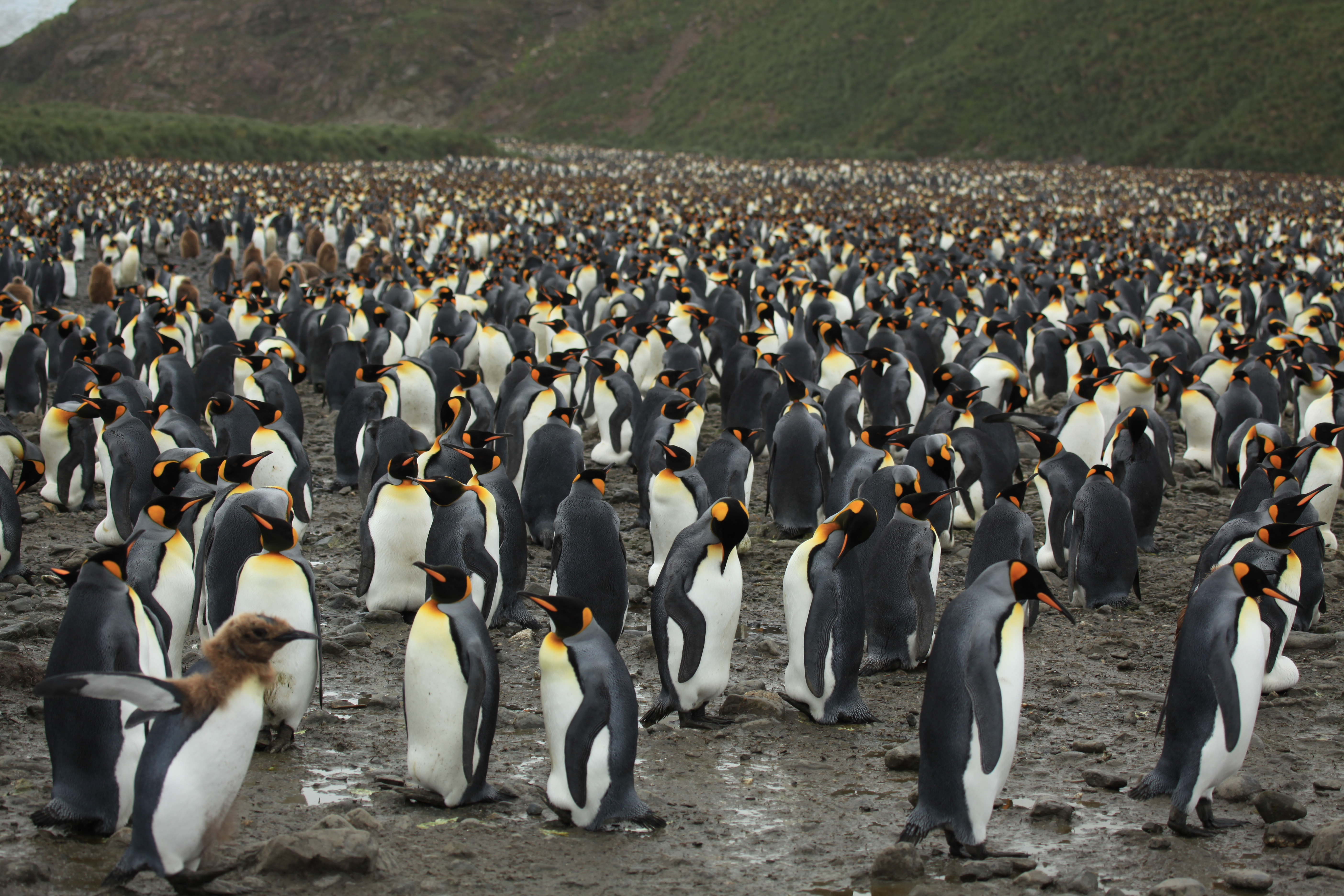
Existe una colonia de 500 000 pingüinos rey sobre su llanura

Llanura de Salisbury (en inglés: Salisbury Plain) es una amplia llanura costera que se encuentra en la Bahía de las Islas en la costa norte de la isla San Pedro, archipiélago de las Georgias del Sur. Se encuentra entre Glaciar Grace y Glaciar Lucas. Más conocido como el sitio de cría para hasta 500 mil pingüinos rey, sus playas también están cubiertos con muchos elefantes marinos y artocefalinos.
El ornitólogo estadounidense Robert Cushman Murphy hizo el primer estudio detallado de las aves en la zona en 1912/13. Nombró Glaciar Grace en homenaje a su esposa. El nombre parece ser haber sido utilizado por primera vez en una carta del Almirantazgo Británico en 1931.

## Descripción
Esta llanura subglaciar se encuentra al pie del Glaciar Grace. Está bordeado por una playa de arena negra de la punta de Start Point noroeste a sureste Glaciar Lucas está cubierto por glaciares y arroyos salpicado de estanques de agua de deshielo que sostiene. Dos arroyos atraviesan la llanura aluvial y desembocan en la bahía. 
Dos pequeños muelles están permitidos para aterrizajes de cruceros de pasajeros al sur del punto de inicio hacia el oeste, frente a la colonia que se ubica cerca de la mitad de la playa.

## Fauna
Las colonias de elefante marino del sur y lobos marinos se distribuyen en toda la zona, mientras que la colonia de pingüinos rey se concentra en el sureste (área protegida). 
Todos los pájaros habituales de Georgia del Sur se pueden observar de forma permanente u ocasional en la llanura de Salisbury.

## Flora
El Tussok cubre los cerros y promontorios alrededor de la colonia de pingüinos rey y hasta Punto Start. El resto de la llanura está cubierta de vegetación escasa adaptado para el ambiente frío que consiste esencialmente en el Poa annua. 
A ambos lados de las dos zonas reservadas para los desembarques de turistas, son bajíos rocosos. Este es el campo de los bosques submarinos de algas.